# 더 지니어스: 블랙가넷의 방영 목록
이 문서에서는 대한민국의 게임 리얼리티 방송 더 지니어스: 블랙 가넷의 에피소드 목록을 서술한다. 더 지니어스: 블랙 가넷은 tvN을 통해 2014년 10월 1일부터  2014년 12월 17일까지 총 12화 방영되었다.

## 1화

### 메인매치
과일가게
1. 사과, 포도, 참외, 감귤, 딸기김귤딸기, 수박 총 6가지의 과일 중 무작위로 과일 2개를 뽑아, 해당 과일에 대한 판매권을 갖는다.
2. 사과, 포도, 참외, 감귤은 각각 4명, 딸기와 수박은 각각 5명의 플레이어가 판매한다.
3. 매 라운드마다 자신이 판매하는 과일에 대한 희망가를 1~5천 원까지 천원단위로 제시한다.
4. 과일에 대한 희망가는 딜러 룸에 들어가 제시하며 다른 플레이어들에게는 공개되지 않는다.
5. 플레이어들의 희망가 제시가 끝나면 라운드가 종료되고, 각 과일의 판매가와 판매수입이 공개된다. (플레이어들의 누적수입은 공개되지 않는다.)
6. 같은 과일을 판매하는 플레이어들이 제시한 희망가 중 최저가가 그 과일의 최종 판매가가 되며 최저가를 제시한 플레이어는 해당 과일을 판매하는 플레이어의 수만큼 과일을 판매, 수입을 얻는다.
7. 최저가를 제시한 플레이어가 여러 명일 경우, 최저가를 제시한 플레이어들이 총 수입을 똑같이 나눠 갖는다. (돈은 1원단위까지만 계산한다.)
8. 플레이어들은 4라운드 중 단 한번 ‘비밀’, ‘교체’ 중 하나를 선택해 사용할 수 있다.
9. ‘비밀’은 사용한 라운드에 한해 원하는 과일의 판매가와 수입을 비공개로 만든다. 누가 ‘비밀’을 사용했는지는 공개되지 않으며, 자신이 판매하는 과일이 아니어도 사용할 수 있다.
10. '교체’는 자신이 판매하는 과일 중 하나를 다른 과일로 바꿀 수 있다. 바꾼 과일은 게임이 끝날 때까지 유지되며 과일을 바꾼 동시에 모두에게 공개된다. 단, 플레이어들의 희망가 제시가 시작되기 전에 사용해야한다
11. 게임 종료되면, 플레이어들의 누적수입이 공개된다. 가장 높은 수입을 올린 플레이어가 우승자가 되고, 가장 적은 수입을 올린 플레이어가 탈락후보가 된다. 단독 우승일 경우, 우승자는 생명의 징표 2개를 획득한다.
12. 최하위자가 여러 명일 경우, 탈락후보는 우승자 혹은 우승자들이 결정한다.
13. 게임 결과, 수입이 4만 원 이상인 플레이어들은 가넷 1개, 5만 원 이상인 플레이어들은 가넷 2개를 받는다.

- 게임 종료 시 전원 동점일 경우, 모든 플레이어의 수입에서 만 원을 차감하고 연장라운드를 진행한다.

### 데스매치
흑과 백 2
1. 탈락후보 2명은 각각 99포인트씩을 지급받는다. 게임은 총 9라운드로 진행되며, 플레이어는 매 라운드마다 원하는 만큼 포인트를 사용할 수 있다.
2. 매 라운드 선 플레이어부터 포인트를 제시, 사용한 포인트가 한 자릿수일 경우 검은색, 두 자릿수일 경우 흰색으로 표시된다. 후 플레이어의 포인트 역시 흑과 백으로 표시된다.
3. 제시한 포인트가 더 높은 플레이어가 승점 1점을 획득하며, 다음 라운드의 선 플레이어가 된다.
4. 사용한 포인트는 소멸되며, 남은 포인트는 5단계 표시등으로 공개된다.
5. 99포인트 중 20포인트씩 줄어들 때마다 한 단계씩 표시등이 꺼지게 되며, 포인트를 입력한 순간 적용된다.
6. 즉, 선 플레이어가 현재 단계보다 낮아지는 포인트를 사용했다면 후 플레이어가 포인트를 결정하기 전에 표시등이 꺼진다.
7. 9라운드 종료 시, 승점이 더 높은 플레이어가 승리하며 게임 도중 한 플레이어가 승점 5점을 먼저 획득하면 그 즉시 해당 플레이어의 승리로 게임이 종료된다.

- 9라운드 종료 시 탈락후보 2명의 승점이 같을 경우 본 게임에서 사용했던 포인트는 소멸되고 새로 33포인트씩을 지급받은 뒤, 3라운드를 추가 진행한다.

## 2화

### 메인매치
배심원
1. 12명의 플레이어들은 제비뽑기를 통해 7명은 ‘시민 팀’, 5명은 ‘범죄자 팀’으로 나뉘며 각 팀에는 1명의 리더가 포함되어 있다.
2. 범죄자 팀은 서로의 정체를 알 수 있지만 누가 범죄자 팀의 리더인지는 알 수 없다.
3. 시민 팀은 서로의 정체를 알 수 없지만 시민 팀의 리더는 범죄자 팀의 리더를 제외한 팀원 4명을 알고 게임을 시작한다.
4. 게임은 총 5라운드로 매 라운드 ‘배심원단 선정’과 '재판’으로 진행된다.
5. 5번의 재판에서 3번의 유죄판결이 나올 경우 시민 팀이 승리하고 3번의 무죄판결이 나올 경우 범죄자 팀이 승리한다.
6. 플레이어들은 제비뽑기를 통해 1명씩 ‘배심원장’이 되며 배심원장은 해당 라운드의 재판에 참여할 배심원단을 선발한다. (배심원장 본인도 배심원단에 포함할 수 있다.)
7. 재판에 참여하는 배심원단은 1,2라운드 4명, 3,4라운드 5명, 5라운드 6명으로 진행한다.
8. 선발된 배심원단에 대해 거수로 찬반투표를 진행, 과반수가 찬성할 경우 해당 배심원단이 재판에 참여하게 된다. 과반수가 반대하거나 동수가 나올 경우, 배심원단은 해산되고 다음 배심원장으로 넘어가 다시 배심원단을 선발한다.
9. 배심원단이 결정되면 1명씩 돌아가며 해당 재판에 대해 유죄와 무죄 중 하나를 선택한다. 재판 결과 발표 시 유, 무죄의 수는 공개되지만 누가 어떤 선택을 했는지는 공개되지 않는다.
10. 유죄판결은 모든 배심원들이 만장일치로 유죄를 선택해야 한다. 1명만 무죄를 선택해도 재판은 무죄로 판결된다.
11. 단, 4라운드 재판에 한해 1명이 무죄를 선택하더라도 유죄로 판결된다.
12. 한 팀이 3번의 재판에서 먼저 승리하면 더 이상의 재판은 진행하지 않는다.
13. 하지만 재판에서 패배한 팀의 리더가 상대 팀의 리더를 맞혔을 경우 재판에서 패배한 팀의 역전승으로 게임이 종료된다. 상대 팀의 리더를 맞히지 못했을 경우, 재판에서 승리한 팀의 최종 승리로 게임이 종료된다.
14. 게임 결과 승리 팀은 모두 생명의 징표와 가넷 2개씩을 획득하게 되며 패배팀 중 1명을 탈락후보로 결정한다.
15. 결정된 탈락후보는 자신의 팀원 중 1명을 지목하여 데스매치에 진출한다.

### 데스매치
베팅 가위바위보
1. 탈락 후보 2명을 제외한 10명의 관전 플레이어들은 제비뽑기를 통해 라운드 순서를 정한다.
2. 관전 플레이어들의 라운드 순서가 정해지면 관전 플레이어들은 각자 가위, 바위, 보 표식 중 하나를 선택하여 딜러에게 전달한다.
3. 탈락 후보 2명은 1개의 칩을 가지고 게임을 시작하며 라운드마다 관전 플레이어와의 가위바위보 승부 또는 상대방의 승부 결과에 대한 베팅을 하게 된다.
4. 선 플레이어가 승부를 선택했다면 후 플레이어는 자동으로 베팅을 해야 한다. 즉, 선 플레이어가 선택하지 않은 것으로 선택된다.
5. 데스매치에 지목당한 플레이어가 1라운드의 선 플레이어가 되며 2라운드부터는 번갈아가며 선 플레이어가 된다.
6. 승부를 선택했다면 해당 라운드의 관전 플레이어가 이미 제출한 가위바위보에 대해 승부를 한다. 가위바위보 카드는 뒷면이 보이게 제출하며 상대방이 베팅을 끝내기 전까지는 공개되지 않는다.
7. 가위바위보 승부에서 이겼을 경우, 1~4라운드는 칩 1개를 획득하며, 5~8라운드는 칩 2개, 9~10라운드는 칩 3개를 획득한다.
8. 베팅을 선택했다면 상대방과 관전 플레이어의 승부 결과가 오픈되기 전, 승부 결과를 예측하여 베팅을 해야 한다. (칩은 1개 이상 베팅해야 하며 칩이 없을 경우 베팅하지 않아도 된다.)
9. 상대방과 관전 플레이어와의 승부 결과를 맞혔을 경우 자신이 베팅한 칩의 2배를 획득하게 되며 틀렸을 경우 베팅 칩은 주최 측에 회수된다.
10. 승부 결과 무승부일 경우 베팅한 칩은 그대로 다시 돌려받는다.
11. 10라운드 종료 시, 더 적은 칩을 보유하고 있는 플레이어가 최종 탈락자가 된다.

- 10라운드 종료 시 탈락후보 2명의 칩수가 같을 경우, 관전 플레이어들의 가위바위보 표식이 오픈된 상태로 1라운드부터 10라운드까지 다시 게임을 진행한다.

## 3화

### 메인매치
중간 달리기
1. 플레이어들은 각기 다른 특수 능력을 가진 11개의 캐릭터를 이용해 30칸의 트랙 위에서 레이스를 펼친다.
2. 플레이어들은 투표를 통해 11번째로 캐릭터를 뽑을 플레이어를 선택한다. (즉, 11번째로 뽑힌 플레이어는 캐릭터 선택 권한이 없다.)
3. 11번째 선택 플레이어부터 자신의 바로 앞 순서로 캐릭터를 뽑을 플레이어를 드래프트 방식으로 지목한다.
4. 캐릭터 선택 순서가 정해지면 첫 번째 플레이어부터 원하는 캐릭터를 선택한다.
5. 플레이어들의 캐릭터가 모두 정해지면 이동에 사용될 이동 카드를 받는다.
6. 이동 카드는 1~4까지의 숫자로 이루어져 있으며 자신의 이동순서에 1장을 제출하여 해당 숫자만큼 이동한다.
7. 이동 카드는 사용 즉시 회수되며, 4장을 모두 사용하면 리셋 되어 다시 4장을 지급받는다.
8. 레이스 이동 순서는 캐릭터에 미리 부여되어 있으며 1번 캐릭터 그래비티부터 순서대로 출발한다.
9. 이동 카드와 각자 캐릭터의 특수 능력을 사용하여 레이스를 진행해 모든 플레이어가 결승점을 통과하면 게임이 종료된다.
10. 게임 결과, 1등과 꼴찌는 자동으로 데스매치에 진출하며 2등부터 10등까지 중간으로 들어온 플레이어들은 모두 가넷 1개씩을 획득한다.
11. 또한 2등과 10등은 특별 보상으로 블랙 가넷 1개를 추가로 획득한다.

- 매 턴마다 이동카드 제출 -> 이동 -> 카드리셋(이동 카드를 다 사용했을 경우)으로 진행된다

중간 달리기 캐릭터 (캐릭터 앞 번호는 출발 순서)
1. 그래비티(Gravity). 자신의 순서에 이동 카드 1장을 버리고 이동을 포기하면 1명을 지목해 해당 플레이어가 자신의 앞에 있을 경우 자신의 1칸 앞, 뒤에 있을 경우 자신의 1칸 뒤로 당겨 올 수 있다. (버린 이동 카드는 공개된다.)
2. 리셋(Reset). 자신의 말이 뒤로 이동할 때마다 다른 플레이어 1명(본인 제외)을 지목하여 이동 카드를 리셋시킨다.
3. 푸쉬(Push). 다른 캐릭터와 같은 칸에 있게 될 경우 1칸 앞이나 뒤로 선택하여 밀어낸다.
4. 딜리트(Delete). 다른 캐릭터의 특수능력에 의해 자신이 이동하면 다른 플레이어 중 1명을 선택하여 해당 플레이어의 이동 카드를 본인만 확인한 뒤, 1장만 남기고 모두 없앤다.
5. 위드(With). 마지막 남은 이동 카드 1장을 사용할 때 다른 플레이어 중 1명을 지목하여 자신이 이동하는 만큼 함께 이동한다.
6. 유니온(Union). 자신의 1칸 앞쪽에 있는 플레이어를 모두 자기 칸으로 끌어들인다.
7. 원(One). 다른 플레이어의 턴에 1카드가 사용될 경우 1칸 앞이나 뒤로 이동한다. (그래비티가 1카드를 버리고 특수능력을 사용한 경우는 이에 해당되지 않는다.)
8. 미러(Mirror). 다른 캐릭터의 특수능력에 의해 자신이 이동 될 경우, 다른 플레이어 1명을 지목해 같은 수만큼 반대방향으로 이동시킨다.
9. 점프(Jump). 자신의 이동 카드로 움직일 때 다른 플레이어가 있는 칸은 건너뛴다. 또한 0~4까지 5장의 이동 카드를 사용하며 이동 카드가 2장일 때도 리셋 할 수 있다. (이동 카드가 1장일 땐 리셋할 수 없다.)
10. 사일런스(Silence). 자신의 턴에 이동 카드를 제출하기 전, 1명을 지목해 다음 사일런스의 턴이 돌아올 때까지 해당 플레이어의 능력을 무력화시킨다. (1명을 지목함과 동시에 전 턴에 지목했던 플레이어의 특수능력이 되살아난다.)
11. 퀵(Quick). 모든 이동 카드를 2배수로 사용할 수 있다. 단, 이동카드 4장 중 최대 2장까지만 앞으로 가는데 사용할 수 있으며, 나머지 카드들은 뒤로 가는데 사용된다. (사일런스에 의해 무력화 된 경우 무조건 앞으로 이동해야한다. 단, 이 때 사용된 카드도 앞으로 가는 데 사용한 카드로 카운팅 된다.)

- 특수 능력 중 다른 플레이어를 지목해야 하는 능력은 연속으로 같은 플레이어에게 사용할 수 없다.
- 골인 지점을 통과하는 순간 해당 플레이어의 특수 능력이 사라지며, 통과한 플레이어는 지목의 대상이 될 수 없다.
- 특수 능력에 의해 여러 개의 말이 이동해야 할 경우 캐릭터 번호순으로 이동하며 그로 인해 또 다른 특수 능력이 발휘될 경우, 이를 처리한 뒤 다음 순서로 넘어간다.
- 푸쉬, 유니온은 스타트 라인에 있을 때 특수능력이 발휘되지 않는다.
- 위드의 특수 능력에 의해 동시에 골인 지점을 통과했을 경우 이동 전, 골인지점에 더 가까이 있었던 캐릭터가 먼저 들어온 것으로 인정된다. 만약, 같은 칸에서 이동했을 경우 캐릭터 번호가 앞 번호인 플레이어가 먼저 들어온 것으로 인정된다.끝

### 데스매치
흑과 백 2
1. 탈락후보 2명은 각각 99포인트씩을 지급받는다. 게임은 총 9라운드로 진행되며, 플레이어는 매 라운드마다 원하는 만큼 포인트를 사용할 수 있다.
2. 매 라운드 선 플레이어부터 포인트를 제시, 사용한 포인트가 한 자릿수일 경우 검은색, 두 자릿수일 경우 흰색으로 표시된다. 후 플레이어의 포인트 역시 흑과 백으로 표시된다.
3. 제시한 포인트가 더 높은 플레이어가 승점 1점을 획득하며, 다음 라운드의 선 플레이어가 된다.
4. 사용한 포인트는 소멸되며, 남은 포인트는 5단계 표시등으로 공개된다.
5. 99포인트 중 20포인트씩 줄어들 때마다 한 단계씩 표시등이 꺼지게 되며, 포인트를 입력한 순간 적용된다.
6. 즉, 선 플레이어가 현재 단계보다 낮아지는 포인트를 사용했다면 후 플레이어가 포인트를 결정하기 전에 표시등이 꺼진다.
7. 9라운드 종료 시, 승점이 더 높은 플레이어가 승리하며 게임 도중 한 플레이어가 승점 5점을 먼저 획득하면 그 즉시 해당 플레이어의 승리로 게임이 종료된다.

- 9라운드 종료 시 탈락후보 2명의 승점이 같을 경우 본 게임에서 사용했던 포인트는 소멸되고 새로 33포인트씩을 지급받은 뒤, 3라운드를 추가 진행한다.

## 4화

### 메인매치
검과 방패
1. 10명의 플레이어들은 드래프트 방식으로 ‘베리타’팀과 ‘팔소’팀으로 나뉜다.
2. 팀이 정해지면 제비 뽑기를 통해 각 팀의 리더를 결정, 누가 리더인지는 같은 팀원에게도 공개되지 않는다.
3. 각 팀에겐 4가지의 ‘무기’가 주어진다.
4. 첫 번째 검. 공격 무기로 상대편 플레이어 1명을 지목하여 1번의 피해를 입힌다.
5. 두 번째 쌍검. 공격 무기로 상대편 플레이어 1명을 지목하여 2번의 피해를 입힌다.
6. 세 번째 방패. 공격을 3번까지 방어할 수 있다.
7. 네 번째 맨손. 공격이나 방어 능력이 없다.
8. 각 팀은 검 4개, 쌍검 1개, 방패 3개 맨손 2개씩을 갖게 되며 팀별로 상의 하에 1명당 2개씩 나눠 갖는다.
9. 각 플레이어들은 자신이 가진 무기 2개를 오른쪽, 왼쪽을 정해 비공개로 팔에 장착한 뒤 게임을 시작하며 결정한 무기의 위치는 변경되지 않는다.
10. 무기 결정 후, 각 팀은 상의하여 팀내 공격 순서를 정한다.
11. 동전 던지기로 선 공격 팀을 정한 뒤 선 공격 팀부터 정해진 플레이어의 공격 순서대로 양 팀이 번갈아가며 공격을 한다.
12. 공격 순서인 플레이어는 상대편 플레이어 중 공격할 상대를 지목하여 왼쪽과 오른쪽 중 자신의 무기를 선택해 공격한다. 이때, 자신의 무기는 공개되지 않는다. 즉, “왼쪽 검으로 00씨를 공격하겠습니다.”라고 선언만 하면 된다.
13. 공격 받은 플레이어 또한 무기를 공개하지 않은 채 방어한다. 즉, 공격과 수비가 거짓으로 이루어질 수 있다.
14. 누군가 속임수를 쓰고 있다고 생각되면 다른 플레이어들은 ‘의심’을 선언할 수 있다.
15. ‘의심’받은 플레이어는 사용한 무기를 공개한다. 공개한 무기가 선언한 무기와 일치하지 않을 경우 선언한 무기의 능력이 발휘되지 않으며, ‘의심’받은 플레이어는 사망한다.
16. 공개한 무기가 선언한 무기와 일치할 경우 무기의 능력이 발휘되며 ‘의심’한 플레이어가 사망한다.
17. 공격에 대한 방어를 하지 못했을 경우, 해당 플레이어는 그 즉시 사망하며 게임이 끝날 때까지 공격에서 제외된다. (사망한 플레이어의 무기는 공개되지 않는다)
18. 자신의 순서에 공격을 원치 않는다면 ‘패스’를 선언하고 턴을 넘길 수 있다.
19. 모든 플레이어가 1번씩 공격을 하고 나면 한 라운드가 종료되고 다음 라운드는 선, 후공 팀이 바뀐다.
20. 같은 방식으로 라운드를 반복 진행하여 한 팀의 리더가 사망하는 즉시 게임이 종료된다.
21. 게임 결과, 승리 팀은 모두 가넷 2개와 생명의 징표를 얻게 되며 추가로 생명의 징표를 1개를 더 획득하여 패배 팀 중 리더를 제외한 1명에게 줄 수 있다.
22. 승리 팀은 상의 하에 패배 팀 중 1명을 탈락후보로 선택, 탈락후보는 생명의 징표가 없는 플레이어 중 1명을 지목하여 데스매치에 진촐한다.

- 사망한 플레이어는 게임이 끝날 때까지 공격에서 제외된다.
- ‘의심’은 공격과 방어를 하는 플레이어가 아니어도 누구나 할 수 있으며 직전에 선언한 무기에 대해서만 ‘의심’할 수 있다.
- 누군가 사망하여 양 팀의 팀원 수가 달라질 경우, 그 다음 공격 순서인 플레이어가 순번을 당겨 공격한다.

### 블랙미션
관찰 (결! 합!)
1. 결! 합! 게임은 도형, 도형의 색, 배경색 3가지 속성이 각기 다른 27장의 그림으로 진행되며, 이 중 9장의 그림이 공개된다.
2. '합'이란 3가지 속성이 모두 같거나 모두 다른 그림들로 이루어진 3장의 그림을 말하며, 도전 플레이어는‘합’이 되는 3장의 그림을 찾아야 한다.
3. 만약, 9장의 그림에서 더 이상 합이 없다고 판단된다면 ‘결’을 외쳐야 한다.
4. 도전 플레이어는 제한 시간 100초 안에 주어진 9장의 그림 중 모든 '합'과 '결'을 찾으면 미션은 성공한다.
5. 만일 한 번이라도 '합'이나 '결'이 틀리면 미션 실패가 된다.

### 데스매치
양면 포커
1. 양면포커는 카드의 앞면, 뒷면이 각기 다른 숫자로 이루어진 90장의 양면 숫자 카드로 진행된다.
2. 2명의 플레이어는 각각 칩 30개를 가지고 게임을 시작한다.
3. 딜러는 90장의 카드를 섞은 뒤 1장씩 앞면이 보이도록 각 플레이어의 앞에 놓는다.
4. 플레이어의 카드 앞면은 공개된 상태이며 카드 뒷면은 본인만 확인할 수 있다.
5. 카드가 지급되면 각 플레이어들은 기본 베팅으로 칩 1개씩을 내고 선 플레이어부터 베팅을 시작한다.
6. 선 플레이어부터 자신의 앞면, 뒷면 중 어떤 면에 베팅을 할 것인지 결정한 뒤 베팅한다. 베팅이 시작되면 선택한 베팅 면을 바꿀 수 없다.
7. [상대가 베팅한 칩과 같은 개수의 칩을 베팅할 경우] 베팅이 그 즉시 종료되며 두 플레이어가 베팅한 면의 숫자를 공개, 더 높은 숫자의 플레이어가 승리한다.
8. [앞서 베팅된 칩보다 더 많은 칩을 베팅했을 경우] 카드를 공개하지 않은 채 베팅을 이어간다.
9. [베팅을 하지 않고 포기할 경우] 무조건 상대방이 승리한다.
10. [두 플레이어의 숫자가 같은 경우] 무승부가 되어, 베팅된 칩은 다음 게임에서 이긴 플레이어가 모두 가져간다.
11. 자신의 앞면과 뒷면의 숫자 모두가 상대방이 선택한 면의 숫자를 이길 수 있다고 생각한다면 ‘양면베팅’을 선택할 수 있다.
12. 양면베팅을 할 경우 자신의 카드 앞, 뒷면의 숫자가 상대방이 선택한 면의 숫자보다 모두 높아야 승리한다.
13. 만약 한 면이라도 상대방이 선택한 면의 숫자와 같거나 적을 경우 상대방이 승리한다.
14. 양면베팅을 건 플레이어는 상대방이 베팅한 칩과 같은 수의 칩을 앞면, 뒷면 두 곳에 각각 베팅해야 한다. 즉 2배로 베팅해야 한다.
15. 양면베팅으로 승리했을 경우 상대방의 칩 10개를 추가로 뺏어온다.
16. 한 플레이어가 칩을 모두 잃으면 해당 플레이어의 패배로 게임이 종료된다.

- 상대방이 양면베팅 했을 때, 포기해도 상대에게 칩 10개를 줘야한다. 양면베팅한 플레이어는 해당 게임에서 패배해도 상대에게 칩 10개를 주지 않는다.

## 5화

### 메인매치
광부게임
1. 9명의 플레이어들은 제비뽑기를 통해 3명씩 한 조가 되어 돌아가며 광물을 캔다.
2. 게임은 총 3라운드로 3개조가 1번씩 광부가 되어 광물을 캐면 한 라운드가 종료된다
3. 한 조가 광부가 되면 나머지 6명의 플레이어는 광부들이 캐올 광물의 승점에서 자신이 나눠 갖고 싶은 만큼의 승점을 비공개로 제시한다.
4. 승점은 최하 1점부터 최고 50점까지 제시할 수 있다. 플레이어들이 제시한 승점은 광부가 된 조의 광물캐기가 끝나면 공개된다.
5. 플레이어들의 승점 제시가 끝나면 광부가 된 조는 준비된 광산에서 광물을 꺼낸다.
6. 광산에는 금, 은, 동 각각 14개, 폭탄 5개, 다이아몬드 2개 총 49개의 광물이 들어있으며. 금은 3점, 은은 2점, 동은 1점, 다이아몬드는 승점의 합을 2배로 만든다.
7. 광부들은 폭탄을 피해 광물을 획득해야 하며 광물 캐기 도중 폭탄이 3개 이상 나올 경우 광물 캐기는 실패로 돌아간다.
8. 광부가 된 조는 합의 하에 광물을 캘 순서를 정한 뒤 첫 번째 광부부터 순서대로 돌아가며 원하는 만큼 광물을 캔다
9. 자신의 순서에 광물을 2번 캐는 것은 불가능하며 3명이 돌아가며 1번씩 캐야 한다. 단, 번갈아가며 광물을 캐는 횟수와 개수에는 제한이 없다.
10. 자신의 순서에 더 이상 광물 캐기를 원하지 않는다면 그 즉시 스톱을 선언할 수 있다.
11. 누군가 스톱을 선언하면 해당조의 광물 캐기는 그 즉시 종료되며, 캐낸 광물의 승점을 계산하여 총 승점을 확인한다.
12. 광물 캐기가 종료되면 다른 플레이어들이 제시한 승점이 공개되며, 6명이 제시한 승점의 합에 따라 광물의 총 승점을 나눠 갖게 된다
13. ① [광물의 총 승점 ≥ 6명 제시한 승점 합] 6명의 플레이어들은 각자 제시한 승점을 획득하며 남은 승점은 광부 3명이 똑같이 나눠 갖고 나머지 승점은 버려진다.
14. ② [광물 캐기 도중 폭탄을 3개 이상 뽑은 경우] 광물 캐기에 실패하게 되어 광부들은 아무도 승점을 획득하지 못한다. 이때, 6명의 플레이어들은 자신이 제시한 승점대로 모두 획득한다.
15. ③ [광물의 총 승점 〈 6명 제시한 승점 합] 6명의 플레이어들은 자신이 제시한 승점을 획득하지 못하며 광부 3명이 광물의 총 승점을 똑같이 나눠 갖게 된다. 그리고 6명의 중 가장 큰 승점을 제시한 플레이어는 자신이 제시한 승점만큼 감점되며 감점된 승점은 가장 적은 승점을 제시한 플레이어가 획득한다
16. 승점 정리가 모두 끝나면 광물은 다시 광산으로 돌아가며 같은 방식으로 다음조가 광부가 되어 광물을 캔다
17. 1조부터 순서대로 모든 조의 광물 캐기가 끝나면 한 라운드가 종료되며, 2라운드부터는 조원 3명의 승점 합이 가장 낮은 조부터 광물을 캔다.
18. 게임 종료 시 각 조에서 단독으로 승점이 높은 플레이어들이 가넷 3개씩을 획득한다.
19. 게임 종료 시, 승점이 가장 높은 플레이어가 우승자가 되며 승점이 가장 낮은 플레이어가 탈락후보가 된다.
20. 우승자에게는 생명의 징표가 주어지며 단독 우승일 경우, 생명의 징표 2개와 블랙가넷 1개를 추가로 획득한다.
21. 탈락후보는 생명의 징표가 없는 플레이어 중 1명을 선택하여 데스매치에 진출한다.

- 스톱은 광물을 뽑기 전에 선언해야 한다.
- [광물의 총 승점 〈 6명의 승점의 합] 일 때 가장 큰 수를 제시한 사람이 여러 명일 경우, 가장 큰 수를 제시한 사람들 모두 제시한 승점만큼 감점되고 가장 작은 수를 제시한 사람이 감점된 승점의 합만큼 승점을 획득하며, 가장 작은 수를 제시한 사람이 여러 명일 경우, 감점된 승점을 가장 작은 수를 제시한 사람들이 똑같이 나눠서 획득한다

### 데스매치
양면 포커
1. 양면포커는 카드의 앞면, 뒷면이 각기 다른 숫자로 이루어진 90장의 양면 숫자 카드로 진행된다.
2. 2명의 플레이어는 각각 칩 30개를 가지고 게임을 시작한다.
3. 딜러는 90장의 카드를 섞은 뒤 1장씩 앞면이 보이도록 각 플레이어의 앞에 놓는다.
4. 플레이어의 카드 앞면은 공개된 상태이며 카드 뒷면은 본인만 확인할 수 있다.
5. 카드가 지급되면 각 플레이어들은 기본 베팅으로 칩 1개씩을 내고 선 플레이어부터 베팅을 시작한다.
6. 선 플레이어부터 자신의 앞면, 뒷면 중 어떤 면에 베팅을 할 것인지 결정한 뒤 베팅한다. 베팅이 시작되면 선택한 베팅 면을 바꿀 수 없다.
7. [상대가 베팅한 칩과 같은 개수의 칩을 베팅할 경우] 베팅이 그 즉시 종료되며 두 플레이어가 베팅한 면의 숫자를 공개, 더 높은 숫자의 플레이어가 승리한다.
8. [앞서 베팅된 칩보다 더 많은 칩을 베팅했을 경우] 카드를 공개하지 않은 채 베팅을 이어간다.
9. [베팅을 하지 않고 포기할 경우] 무조건 상대방이 승리한다.
10. [두 플레이어의 숫자가 같은 경우] 무승부가 되어, 베팅된 칩은 다음 게임에서 이긴 플레이어가 모두 가져간다.
11. 자신의 앞면과 뒷면의 숫자 모두가 상대방이 선택한 면의 숫자를 이길 수 있다고 생각한다면 ‘양면베팅’을 선택할 수 있다.
12. 양면베팅을 할 경우 자신의 카드 앞, 뒷면의 숫자가 상대방이 선택한 면의 숫자보다 모두 높아야 승리한다.
13. 만약 한 면이라도 상대방이 선택한 면의 숫자와 같거나 적을 경우 상대방이 승리한다.
14. 양면베팅을 건 플레이어는 상대방이 베팅한 칩과 같은 수의 칩을 앞면, 뒷면 두 곳에 각각 베팅해야 한다. 즉 2배로 베팅해야 한다.
15. 양면베팅으로 승리했을 경우 상대방의 칩 10개를 추가로 뺏어온다.
16. 한 플레이어가 칩을 모두 잃으면 해당 플레이어의 패배로 게임이 종료된다.

- 상대방이 양면베팅 했을 때, 포기해도 상대에게 칩 10개를 줘야한다. 양면베팅한 플레이어는 해당 게임에서 패배해도 상대에게 칩 10개를 주지 않는다.

## 6화

### 메인매치
폭풍의 증권시장
1. 8명의 플레이어는 현금 1만원씩을 보유한 상태로 게임을 시작한다.
2. 주식 시장에는 단절통신, 사망생명, 석기전자, 지진건설, 파산은행 총 5개 회사의 주식이 각각 15개씩 있다.
3. 폭풍의 증권시장은 총 2라운드로 진행되며 실제 시간과 다른 별도의 게임시간이 존재한다.
4. 1라운드는 게임 시각 1시에 시작되어 2시까지 60분 동안 멈추지 않고 진행되며, 2라운드는 게임 시각 2시부터 3시까지 진행된다.
5. 라운드가 시작되면 게임 시각 5분마다 주식 가격이 변동되며, 주가 변동에 대한 정보는 라운드 시작 전 플레이어들에게 나뉘어 공개된다.
6. 주가 변동에 대한 정보는 한 라운드에 24가지가 준비되어 있으며 게임 시각, 회사명, 주가 등락 정보 3가지로 구성되어 있다.
7. 8명의 플레이어들은 제비뽑기를 통해 정보를 확인하는 순서를 정한다.
8. 정보 확인 순서가 정해지면 1, 2번 플레이어가 함께 거래소에 들어가 3개의 정보를 공유한다.
9. 1, 2번 플레이어가 정보를 공유한 후 2, 3번 플레이어가 새로운 3개의 정보를 공유하고 다음으로 3, 4번 플레이어가 다시 새로운 3개의 정보를 공유하는 방식으로 총 24개의 정보를 나눠가진다.
10. 즉, 한 명의 플레이어는 자신의 앞, 뒤 번호인 2명의 플레이어와 반씩 공유한 6개의 정보를 알게 된다.
11. 모든 회사의 주식은 한 주당 2천원으로 시작되며 플레이어들에게 전달된 정보에 따라 게임 시각 5분마다 증권시황이 변동된다
12. 모든 주식 거래는 거래소에서 이루어진다. 거래소를 이용하는 횟수에는 제한이 없지만, 한 번 들어갔을 때 최대 40초간 머무를 수 있다.
13. 한 회사의 주식은 최대 7개까지만 보유할 수 있으며 플레이어들끼리의 주식이나 돈 거래는 불가능하다.
14. 게임시각 60분이 지나면 1라운드가 종료되며 30분 동안 게임 시각이 정지된다. 이 때, 2라운드 주식 변동에 대한 24개의 정보가 같은 방식으로 공개된다. (정보 확인 순서는 1라운드와 동일)
15. 1라운드 종료시점의 주가는 그대로 2라운드로 이어지며, 2라운드 종료 시 플레이어들이 보유한 주식은 종료시점의 주식가치에 따라 돈으로 환산된다.
16. 게임 종료 시, 가장 많은 현금을 보유하고 있는 플레이어가 우승자가 되며 가장 적은 현금을 보유한 플레이어가 탈락후보가 된다.
17. 우승자에게는 생명의 징표와 가넷 8개가 지급되며 단독우승일 경우 생명의 징표를 1개 더 획득하게 된다.
18. 탈락후보는 생명의 징표가 없는 플레이어를 선택하여 데스매치에 진출한다.

- 플레이어들이 보유한 주식과 현금은 공개되지 않는다.
- 거래소에 들어가 있는 동안 시간이 바뀌어 주가가 변동됐다면, 변동된 주식 가격으로 거래가 진행된다.
- 주식 거래소에 판매되고 있는 주식의 잔여량은 거래소 안에서만 확인할 수 있다.

### 데스매치
베팅 가위바위보
1. 탈락 후보 2명을 제외한 10명의 관전 플레이어들은 제비뽑기를 통해 라운드 순서를 정한다.
2. 관전 플레이어들의 라운드 순서가 정해지면 관전 플레이어들은 각자 가위, 바위, 보 표식 중 하나를 선택하여 딜러에게 전달한다.
3. 탈락 후보 2명은 1개의 칩을 가지고 게임을 시작하며 라운드마다 관전 플레이어와의 가위바위보 승부 또는 상대방의 승부 결과에 대한 베팅을 하게 된다.
4. 선 플레이어가 승부를 선택했다면 후 플레이어는 자동으로 베팅을 해야 한다. 즉, 선 플레이어가 선택하지 않은 것으로 선택된다.
5. 데스매치에 지목당한 플레이어가 1라운드의 선 플레이어가 되며 2라운드부터는 번갈아가며 선 플레이어가 된다.
6. 승부를 선택했다면 해당 라운드의 관전 플레이어가 이미 제출한 가위바위보에 대해 승부를 한다. 가위바위보 카드는 뒷면이 보이게 제출하며 상대방이 베팅을 끝내기 전까지는 공개되지 않는다.
7. 가위바위보 승부에서 이겼을 경우, 1~4라운드는 칩 1개를 획득하며, 5~8라운드는 칩 2개, 9~10라운드는 칩 3개를 획득한다.
8. 베팅을 선택했다면 상대방과 관전 플레이어의 승부 결과가 오픈되기 전, 승부 결과를 예측하여 베팅을 해야 한다. (칩은 1개 이상 베팅해야 하며 칩이 없을 경우 베팅하지 않아도 된다.)
9. 상대방과 관전 플레이어와의 승부 결과를 맞혔을 경우 자신이 베팅한 칩의 2배를 획득하게 되며 틀렸을 경우 베팅 칩은 주최 측에 회수된다.
10. 승부 결과 무승부일 경우 베팅한 칩은 그대로 다시 돌려받는다.
11. 10라운드 종료 시, 더 적은 칩을 보유하고 있는 플레이어가 최종 탈락자가 된다.

- 10라운드 종료 시 탈락후보 2명의 칩수가 같을 경우, 관전 플레이어들의 가위바위보 표식이 오픈된 상태로 1라운드부터 10라운드까지 다시 게임을 진행한다.

## 7화

### 메인매치
별자리 게임
1. 플레이어들은 색깔이 다른 별을 모아 다음 4개의 별자리 중 최대한 많은 별자리를 완성시켜 승점을 획득해야 한다.
2. ① [양자리] 빨간색 별 3개로 완성할 수 있으며 완성할 경우 승점 2점을 획득한다.
3. ② [화살자리] 노란색 별 4개로 완성할 수 있으며 완성할 경우 승점 3점을 획득한다.
4. ③ [카시오페아] 파란색 별 4개로 완성할 수 있으며 완성할 경우 승점 5점을 획득한다
5. ④ [거문고자리] 초록색 별 6개로 완성할 수 있으며 완성할 경우 승점 7점을 획득한다.
6. 각 별자리를 완성할 수 있는 빨간색, 노란색, 파란색, 초록색 별은 각각 25개씩 주머니에 들어있으며 또한 원하는 별자리 어디든 자유롭게 사용이 가능한 흰색 별 5개가 주머니에 추가된다.
7. 게임이 시작되면 딜러는 주머니에서 색깔별 7개를 무작위로 뽑아 공개하며 여기에 폭탄 1개를 추가한다.
8. 폭탄은 3개를 획득할 경우 자동으로 탈락후보가 되며 공개된 색깔별과 폭탄은 다음과 같은 방식으로 나눠 갖는다.
9. ① 7명의 플레이어들은 1~5까지 5장의 숫자카드를 지급받는다.
10. ② 플레이어들은 가나다순으로 돌아가며 선 플레이어가 되며, 선 플레이어부터 차례대로 숫자카드를 뒷면이 보이도록 제출한다.
11. ③  모든 플레이어가 숫자카드를 제출하면 동시에 숫자카드의 앞면을 공개, 카드의 숫자에 따라 7개의 색깔별과 폭탄 1개를 나눠 갖는다. (사용한 숫자카드는 되돌려 받는다.)
12. ④ 카드를 제출한 플레이어는 첫 번째로 별과 폭탄 중 1개를 선택, 2카드를 제출한 플레이어는 두 번째로 별과 폭탄 중 2개를 선택, 3카드를 제출한 플레이어는 세 번째로 별과 폭탄 중 3개를 선택해 가져가는 방식으로 순서대로 색깔별을 가져간다.
13. ⑤ 하지만 같은 숫자카드를 제출한 플레이어가 있을 경우, 해당 플레이어들은 색깔별 선택에서 모두 제외되며 제외 플레이어들만이 남은 숫자카드의 순서대로 색깔별과 폭탄을 가져간다.
14. ⑥ 플레이어들이 별과 폭탄을 선택해 가져간 후 남아 있는 별과 폭탄이 있다면 그대로 두고 빠진 개수만큼의 별을 채워 다음 라운드를 진행한다. (즉, 한 라운드당 색깔별 7개와 폭탄 1개의 개수는 계속해서 유지된다.)
15. ⑦ 만약 자신의 차례에 해당 숫자카드보다 남은별이 모자랄 경우, 남은별과 폭탄을 함께 가져가야하며 아무것도 남아 있지 않다면 아무것도 획득할 수 없다.
16. 획득한 별은 자신의 별자리 판에 색깔을 맞춰 넣어 별자리를 완성한다.
17. 같은 별자리를 2개 이상 완성하는 것은 불가능하며 같은 색깔의 별을 3개 제출하면 원하는 색깔의 별 1개로 교환이 가능하다. (단, 플레이어들끼리의 별 교환 및 양도는 불가능하다.)
18. 같은 방식으로 라운드를 반복 진행, 다음 두 가지 경우 그 즉시 게임이 종료된다.
19. ① [한 플레이어가 폭탄 3개를 획득할 경우] 즉시 게임이 종료되며 해당 플레이어는 탈락후보가 되고 승점이 가장 높은 플레이어가 우승자가 된다.
20. ② [한 플레이어가 별자리 3개를 완성시켰을 경우] 그 즉시 게임이 종료되며 종료시점에서 승점이 가장 높은 플레이어가 우승자가 되고 승점이 가장 낮은 플레이어가 탈락후보가 된다. (즉, 3개의 별자리 완성은 게임 종료의 기준이며, 승점의 합이 우승의 기준이 된다.)
21. 우승자는 생명의 징표를 획득하게 되며, 단독 우승일 경우, 생명의 징표 1개와 블랙 가넷 1개를 추가로 획득한다. 또한 최하위자를 제외한 모든 플레이어들에게 완성한 별자리의 개수만큼 가넷을 지급한다.
22. 탈락후보는 생명의 징표가 없는 플레이어 중 1명을 지목하여 데스매치에 진출한다.

- 별자리 판에 별을 올려놓는 것은 언제든지 자신이 원할 때 가능하며 한 번 올려놓은 별의 위치를 변경하는 것 또한 가능하다.
- 같은 색깔 별 3개로 원하는 별 1개로 교환하는 것은 게임 종료 시점 전까지 자신이 원할 때 언제든지 교환 가능하다
- 폭탄 3개를 획득한 사람은 승점이 가장 높더라도 무조건 탈락후보가 된다.
- 주머니 안에 있는 별을 모두 나눠 가질 때까지 게임이 끝나지 않을 경우, 완성시킨 별자리 수와 상관없이 승점이 가장 높은 플레이어가 우승자, 승점이 가장 낮은 플레이어가 탈락후보가 된다.

### 블랙미션
기억
1. 미션은 앞면에는 1부터 12까지의 숫자, 뒷면에는 정류장의 이름이 적힌 정류장 카드로 진행된다.
2. 먼저, 번호 순서대로 놓은 카드를 정류장 이름이 보이는 상태로 30초 동안 공개한다.
3. 이후, 카드를 무작위로 섞은 후 번호가 보이는 상태로 카드를 뒤집어 놓는다.
4. 도전 플레이어는 카드에 적힌 숫자를 단서로 왼쪽부터 각 번호에 맞는 정류장 이름을 모두 맞춰야 한다.
5. 중간에 하나라도 틀리면 그 즉시 미션은 실패로 종료된다.

### 데스매치
십이장기
1. 십이장기는 가로 4칸, 세로 3칸 총 12칸으로 이루어진 게임 판에서 진행되며 플레이어들의 바로 앞쪽 3칸이 각자의 진영이 된다.
2. 두 명의 플레이어에게는 4가지 종류의 말이 1개씩 주어지며 각 말은 지정된 위치에 놓인 상태로 게임을 시작한다.
3. 각 말들은 말에 표시된 방향으로만 이동할 수 있으며 각각의 역할은 다음과 같다.
4. ① [장(將)] 자신의 진영 오른쪽에 놓이는 말로 앞, 뒤와 좌, 우로 이동이 가능하다.
5. ② [상(相)] 자신의 진영 왼쪽에 놓이며 대각선 4방향으로 이동할 수 있다.
6. ③ [왕(王)] 자신의 진영 중앙에 위치하며 앞, 뒤, 좌, 우, 대각선 방향까지 모든 방향으로 이동이 가능하다.
7. ④ [자(子)] 왕의 앞에 놓이며 오로지 앞으로만 이동할 수 있다.
8. 또한, [자(子)]는 상대 진영에 들어가면 뒤집어서 [후(侯)]로 사용된다. [후(侯)]는 대각선 뒤쪽 방향을 제외한 전 방향으로 이동할 수 있다.
9. 게임이 시작되면 선 플레이어부터 말 1개를 1칸 이동시킬 수 있다.
10. 말을 이동시켜 상대방의 말을 잡은 경우, 해당 말을 포로로 잡게 되며 포로로 잡은 말은 다음 턴부터 자신의 말로 사용할 수 있다.
11. 단, 게임 판에 포로로 잡은 말을 내려놓는 행동도 턴을 소모하는 것이며 이미 말이 놓여진 곳이나 상대의 진영에는 말을 내려놓을 수 없다.
12. 상대방의 후(侯)를 잡아 자신의 말로 사용할 경우에는 자(子)로 뒤집어서 사용해야 한다.
13. 십이장기에는 2가지 승리방법이 존재한다.
14. ① 한 플레이어가 상대방의 왕(王)을 잡으면 해당 플레이어의 승리로 종료된다.
15. ② 자신의 왕(王)이 상대방의 진영에 들어가 자신의 턴이 다시 돌아올 때까지 한 턴을 버틸 경우 해당 플레이어의 승리로 게임이 종료된다.

- 말의 방향 회전은 불가능하다.
- 잡은 말을 사용할 땐 자신이 원하는 턴에 자유롭게 사용가능하며 원하지 않으면 사용하지 않아도 된다.

## 8화

### 메인매치
투자와 기부
1. 플레이어들은 각각 1천원 권 10장, 5천원 권 10장, 1만 원 권 4장, 5만 원 권 1장 총 15만원을 받는다.
2. 게임은 총 9라운드로 진행되며 9라운드 동안 플레이어들은 자신이 가진 돈을 나누어 투자와 기부에 사용한다.
3. 라운드가 시작되면 플레이어들은 딜러 룸에 마련된 투자처와 기부처에 1명씩 들어가 투자금과 기부금을 낼 수 있다.
4. 자신이 가진 금액 내에서 얼마든지 투자와 기부가 가능하며 원하지 않는다면 투자와 기부를 하지 않아도 된다.
5. 단, 제출한 금액에 대한 거스름돈은 없다. 즉, 플레이어들이 보유한 화폐 내에서 원하는 금액을 맞추어 내야 한다.
6. 각자의 투자금과 기부금은 다른 플레이어들에게 공개되지 않는다.
7. 라운드가 종료되면 해당 라운드의 투자총액과 기부총액, 그리고 가장 많은 투자금을 낸 플레이어와 가장 적은 기부금을 낸 플레이어가 공개된다. 단, 그들이 얼마를 냈는지는 공개되지 않는다.
8. 라운드 결과 투자금을 가장 많이 낸 플레이어는대주주 표식을, 기부금을 가장 적게 낸 플레이어는 수전노 표식을 받는다
9. 투자금을 가장 많이 낸 플레이어가 여러 명일 경우, 모두 대주주 표식을 받지 못하며 그 다음으로 투자금을 많이 낸 플레이어가 대주주 표식을 받는다.
10. 기부금을 가장 적게 낸 플레이어가 여러 명일 경우, 모두 수전노 표식을 받게 된다.
11. 해당 라운드에서 대주주 표식을 받은 플레이어는 기부금이 가장 적더라도 수전노 표식을 받지 않으며 그 다음으로 적게 기부한 플레이어가 수전노 표식을 받는다
12. 게임 종료 시, 수전노 표식이 가장 많은 플레이어가 최하위자가 되며 최하위자를 제외한 플레이어들 중 대주주 표식이 가장 많은 플레이어가 우승자가 된다.
13. 우승자는 생명의 징표를 획득하게 되며 단독 우승일 경우, 생명의 징표 1개와 블랙가넷 1개를 추가로 획득한다. 탈락후보를 제외한 모든 플레이어는 획득한 대주주 표식 개수만큼 가넷을 획득한다.
14. 탈락후보는 생명의 징표가 없는 플레이어 중 1명을 지목하여 데스매치에 진출한다.

- 돈과 표식은 모두 교환 및 양도가 불가능 하다.
- 투자와 기부를 하는 순서는 라운드마다 가,나,다 순과 가,나,다 역순으로 번갈아가면서 진행한다.
- 최하위자를 제외한 플레이어 중 대주주 표식이 가장 많은 플레이어가 우승자가 된다. 즉, 최하위자는 대주주 표식이 아무리 많아도 우승자가 될 수 없다.
- 공동 최하위자가 나올 경우, 우승자가 공동 최하위자 중 탈락후보를 결정한다.

### 데스매치
기억의 미로
1. 보이지 않는 32개의 벽이 존재하는 가로 7칸, 세로 7칸의 정사각형 미로판이 있다.
2. 두 플레이어는 게임 판의 양쪽 모서리에 있는 출발점에서 출발하게 되며 대각선에 있는 도착점까지의 최단 거리는 같다.
3. 게임이 시작되면 선 플레이어부터 출발점에서 이동을 시작하며 두 플레이어는 번갈아가며 3칸씩 이동한다. (3칸보다 적게 움직일 수 없다.)
4. 가로, 세로 어느 방향이든 이동이 가능하지만 대각선으로는 이동할 수 없다.
5. 만약 플레이어가 이동 중 가상의 벽을 지나가게 되면 이동에 실패해 그 즉시 출발점으로 돌아가게 되며 다음 턴은 출발점부터 다시 이동을 시작해야한다.
6. 게임 중 두 플레이어에게는 해당 턴에 이동칸수를 2배(6칸)로 늘려주는 더블찬스 기회가 각각 2번씩 주어진다.
7. 이동을 진행하여 한 플레이어가 도착점에 먼저 도달하면 해당 플레이어의 승리로 게임이 종료된다.

- 출발점과 선 플레이어는 데스매치에 지목당한 플레이어가 선택한다.
- '가상의 벽이 보이는 미로'는 게임이 끝날때까지 플레이어들에게 공개되지 않는다. 즉, 플레이어들은 직접 이동을 통해 벽의 위치를 알아낸 뒤 그걸 기억해 도착점까지 가야한다.
- 바닥에 무언가를 떨어뜨리거나 표시할 수 없다.
- 상대방과 같은 칸에 있을 수 있다.
- 더블찬스는 사용하지 않아도 된다. 단, 더블 찬스를 사용했을 경우 반드시 6칸을 이동해야 한다.

## 9화

### 메인매치
중간 달리기
1. '더 지니어스 플레이어'들과 '게스트'들은 각기 다른 특수 능력을 가진 10개의 캐릭터를 이용해 30칸의 트랙 위에서 레이스를 펼친다
2. '더 지니어스 플레이어' 5명은 2개의 숫자가 적힌 추첨볼을 뽑아 게스트와 상의 하에 캐릭터 선택 순서를 정한다. (추첨볼의 숫자는 1과 10, 2와 9, 3과 8, 4와 7, 5와 6으로 구성되어 있다.)
3. 캐릭터 순서가 정해지면 첫 번째 플레이어부터 원하는 캐릭터를 선택한다.
4. 플레이어들의 캐릭터 선택이 끝나면 이동에 사용될 이동 카드를 받는다.
5. 이동 카드는 1~4까지의 숫자로 이루어져 있으며 자신의 이동 순서에 1장을 제출하여 해당 숫자만큼 이동한다.
6. 레이스 이동 순서는 캐릭터에 미리 부여되어 있으며 1번 캐릭터 그래비티부터 순서대로 출발한다.
7. 이동 카드와 각자 캐릭터의 특수 능력을 사용하여 레이스를 진행해 5, 6등 플레이어가 결승점을 통과하면 게임이 종료된다.
8. 게임 결과 5등과 6등은 우승자가 되며 생명의 징표를 1개씩 획득한다.
9. 만약 우승자가 게스트일 경우, '더 지니어스 플레이어'에게 생명의 징표를 양도할 수 있으며 우승자를 제외한 모든 '더 지니어스 플레이어'들은 최하위자가 되어 우승자들이 탈락 후보를 결정한다.
10. 결정된 탈락 후보는 생명의 징표가 없는 플레이어 중 1명을 지목하여 데스매치에 진출한다
11. 5, 6등에게는 우승 상금으로 각각 가넷 5개가 지급되며 게스트가 우승할 경우, 자신이 돕는 '더 지니어스 플레이어'가 갖게 된다

- 매 턴마다 이동 카드 제출 -> 이동 -> 카드 리셋(이동 카드를 다 사용했을 경우)으로 진행된다.

9회전 중간 달리기 캐릭터 (캐릭터 앞 번호는 출발 순서)
1. [그래비티(Gravity)] 자신의 순서에 이동 카드 1장을 버리고 이동을 포기하면 1명을 지목해 해당 플레이어가 자신의 앞에 있을 경우 자신의 1칸 앞, 뒤에 있을 경우 자신의 1칸 뒤로 당겨 올 수 있다. (버린 이동 카드는 공개된다.)
2. [푸시(Push)] 다른 캐릭터와 같은 칸에 있게 될 경우 1칸 앞이나 뒤로 선택하여 밀어낸다.
3. [딜리트(Delete)] 다른 캐릭터의 특수 능력에 의해 자신이 이동하면 다른 플레이어 중 1명을 선택하여 해당 플레이어의 이동 카드를 본인만 확인한 뒤, 1장만 남기고 모두 없앤다.
4. [오퍼(Offer)] 자신의 카드가 리셋될 때마다 이동카드 4장 중 1장을 선택하여 다른 플레이어에게 준다.
5. [위드(With)] 남은 이동카드가 1장일 때 다른 플레이어 중 1명을 지목하여 남은 카드의 숫자만큼 함께 이동한다.
6. [유니온(Union)] 자신의 1칸 앞쪽에 있는 플레이어를 모두 자기 칸으로 끌어들일 수 있다. 3회전 [중간 달리기]와는 달리 선택적으로 능력을 사용할 수 있다.
7. [미러(Mirror)] 다른 캐릭터의 특 수능력에 의해 자신이 이동 될 경우, 다른 플레이어 1명을 지목해 같은 수만큼 반대 방향으로 이동시킨다.
8. [카피(Copy)] 자신의 카드가 리셋될 때마다 다른 플레이어 1명을 지목해 해당 플레이어의 특수 능력을 복사하여 자신의 것으로 만들고 다음 리셋 때까지 사용한다.
9. [리셋(Reset)] 자신의 말이 뒤로 이동할 때마다 다른 플레이어 1명을 지목하여 이동카드를 리셋시킨다.
10. [사일런스(Silence)] 자신의 턴에 이동 카드를 제출하기 전, 1명을 지목해 다음 사일런스의 턴이 돌아올 때까지 해당 플레이어의 능력을 무력화시킨다. (1명을 지목함과 동시에 전 턴에 지목했던 플레이어의 특수 능력이 되살아난다.)

- 특수 능력 중 다른 플레이어를 지목해야 하는 능력은 연속으로 같은 플레이어에게 사용할 수 없다.
- 골인 지점을 통과하는 순간 해당 플레이어의 특수능력이 사라지며, 통과한 플레이어는 지목의 대상이 될 수 없다.
- 특수 능력에 의해 여러 개의 말이 이동해야할 경우 캐릭터 번호순으로 이동하며 그로 인해 또 다른 특수 능력이 발휘될 경우, 이를 처리한 뒤 다음 순서로 넘어간다.
- 푸쉬, 유니온은 스타트 라인에 있을 때 특수 능력이 발휘되지 않는다.
- 위드의 특수 능력에 의해 동시에 골인지점을 통과했을 경우 이동 전, 골인 지점에 더 가까이 있었던 캐릭터가 먼저 들어온 것으로 인정된다. 만약, 같은 칸에서 이동했을 경우 캐릭터 번호가 앞 번호인 플레이어가 먼저 들어온 것으로 인정된다.
- 다른 캐릭터의 능력을 복사하여 사용 중인 카피를 사일런스가 무력화할 경우, 무력화가 풀릴 때 해당 능력으로 돌아가지 않는다. 즉, 복사한 능력이 없는 카피로 돌아간다.
- 카피가 누군가의 능력을 복사할 때 해당 캐릭터의 순서(번호)까지 복사되는 것은 아니다.
- 카피가 복사한 특정 캐릭터가 사일런스에게 공격당했을 때 카피는 이미 해당 능력을 복사해 놓은 상태이기 때문에 복사한 능력이 같이 무력화되진 않는다.
- 카피가 복사한 캐릭터가 골인 지점을 통과해도 이미 복사한 특수능력은 사라지지 않는다.
- 카피는 사일런스에게 공격당해 무력화된 캐릭터의 특수능력을 복사해 사용할 수 없다.

### 데스매치
기억의 미로
1. 보이지 않는 32개의 벽이 존재하는 가로 7칸, 세로 7칸의 정사각형 미로판이 있다.
2. 두 플레이어는 게임 판의 양쪽 모서리에 있는 출발점에서 출발하게 되며 대각선에 있는 도착점까지의 최단 거리는 같다.
3. 게임이 시작되면 선 플레이어부터 출발점에서 이동을 시작하며 두 플레이어는 번갈아가며 3칸씩 이동한다. (3칸보다 적게 움직일 수 없다.)
4. 가로, 세로 어느 방향이든 이동이 가능하지만 대각선으로는 이동할 수 없다.
5. 만약 플레이어가 이동 중 가상의 벽을 지나가게 되면 이동에 실패해 그 즉시 출발점으로 돌아가게 되며 다음 턴은 출발점부터 다시 이동을 시작해야한다.
6. 게임 중 두 플레이어에게는 해당 턴에 이동칸수를 2배(6칸)로 늘려주는 더블찬스 기회가 각각 2번씩 주어진다.
7. 이동을 진행하여 한 플레이어가 도착점에 먼저 도달하면 해당 플레이어의 승리로 게임이 종료된다.

- 출발점과 선 플레이어는 데스매치에 지목당한 플레이어가 선택한다.
- '가상의 벽이 보이는 미로'는 게임이 끝날때까지 플레이어들에게 공개되지 않는다. 즉, 플레이어들은 직접 이동을 통해 벽의 위치를 알아낸 뒤 그걸 기억해 도착점까지 가야한다.
- 바닥에 무언가를 떨어뜨리거나 표시할 수 없다.
- 상대방과 같은 칸에 있을 수 있다.
- 더블찬스는 사용하지 않아도 된다. 단, 더블 찬스를 사용했을 경우 반드시 6칸을 이동해야 한다.

## 10화

### 메인매치
체인 옥션
1. 4명의 지니어스 플레이어와 2명의 게스트는 제비 뽑기를 통해 1~12까지의 숫자 중 1개를 자신의 고유 번호로 갖게 되며 고유 번호는 공개되지 않는다.
2. 플레이어들은 본인의 고유 번호를 포함한 수식을 완성해야 하며 수식의 답이 '10'에 가까울수록 높은 승점을 획득한다.
3. 플레이어들은 수식 완성에 필요한 기호 타일과 숫자 타일을 한 라운드에 1개씩 총 4라운드에 걸쳐 획득하게 되며 1, 3라운드에는 더하기와 빼기가 2개씩, 곱하기와 나누기가 1개씩 총 6개의 기호타일이 공개된다.
4. 2라운드에는 무작위로 섞인 1~12까지의 숫자 중 6개의 숫자 타일이, 4라운드에는 나머지 6개의 숫자 타일이 공개된다.
5. 게임 시작 시 플레이어들에게는 20개의 코인이 지급되며 게임 종료 시 보유하고 있는 코인은 1개당 승점 1점이 된다. (코인은 양도 가능하다.)
6. 라운드마다 플레이어들은 코인을 사용하여 기호와 숫자 타일을 가장 먼저 선택할 수 있는 ‘우선권 경매’를 진행한다.
7. 선 플레이어부터 시계 방향으로 돌며 ‘우선권 경매’ 응찰을 시작하며 자신의 순서에 앞서 응찰한 플레이어보다 더 많은 코인을 내면 경매에 참여할 수 있다. 물론 응찰을 원하지 않을 경우 패스할 수 있다.
8. 가장 많은 코인을 응찰한 플레이어가 우선권을 낙찰 받게 되며 우선권을 획득한 플레이어부터 우선권 경매 방향과 반대인 시계 반대 방향으로 돌아가며 타일을 선택한다.
9. 2라운드부터는 전 라운드에 우선권을 낙찰 받은 플레이어부터 경매를 시작해 같은 방식으로 4라운드 숫자 타일까지 모두 나눠 갖는다
10. 매 라운드마다 타일을 모두 나눠 갖고 나면 협상 시간이 주어지며 자신이 보유한 코인을 이용해 숫자와 기호 타일을 다른 플레이어와 교환할 수 있다.
11. 획득한 기호와 숫자타일은 모두 수식에 사용해야 하며 수식의 답이 10일 경우 승점 20점, 9나 11일 경우 15점, 8이나 12일 경우 11점, 7이나 13일 경우 8점, 6이나 14일 경우 6점, 5나 15일 경우 5점을 획득한다. 그 외의 숫자일 경우 승점을 획득하지 못한다.
12. 수식의 답에 포함된 소수점 이하의 숫자는 모두 버려진다.
13. 또한 수식을 완성하기 전 모든 플레이어들은 자신을 제외한 5명의 플레이어들의 고유 번호를 예측해 성공한다면 상대방의 승점을 감점시키고 자신의 승점을 늘릴 수 있다.
14. 경매와 협상을 통해 얻게 되는 정보가 고유 번호 예측의 단서가 되기 때문에 플레이어들의 협상 과정이 비밀리에 진행되지 않도록 모든 플레이어들을 체인으로 연결한 상태로 게임을 진행한다.
15. 고유 번호 예측이 끝나면 가장 오른쪽에 앉은 플레이어부터 다른 플레이어들이 예측한 고유 번호를 공개하고 해당 플레이어는 획득한 기호와 숫자 타일을 합쳐 수식을 완성한다.
16. 수식을 완성한 뒤 자신의 고유 번호를 공개했을 때 누군가 자신의 고유 번호를 맞혔다면 1명당 승점 3점이 감점되며 본인이 다른 플레이어의 고유 번호를 맞혔을 경우 1명당 승점 3점을 획득한다.
17. 모든 게임이 종료되면 수식 결과에 따른 승점, 보유한 코인 승점, 고유 번호 예측에 따른 승점의 합을 계산하여 각 플레이어들의 총 승점을 공개한다.
18. 승점 계산 결과, 승점이 가장 높은 플레이어가 우승자가 되며 승점이 가장 낮은 ‘더 지니어스 플레이어’가 탈락 후보가 된다.
19. 6명의 플레이어 중 ‘더 지니어스 플레이어’가 우승자가 될 경우 생명의 징표 1개와 가넷 10개가 지급된다.
20. ‘게스트 플레이어’가 우승자가 될 경우 가넷 10개의 가치인 1천만 원이 상금으로 지급되며 ‘더 지니어스 플레이어’ 중 승점이 가장 높은 플레이어가 생명의 징표를 획득하고 가넷은 지급되지 않는다.

- 뽑힌 고유 번호를 제외한 남은 6개의 번호 또한 공개되지 않는다.
- 타일 협상 시 해당 라운드 획득 타일 뿐만 아닌 보유한 모든 타일을 교환 가능하며 여러 개의 타일 교환도 무관하다.
- 지니어스 플레이어 3명이 공동 우승할 경우 아무도 생명의 징표를 획득하지 못하고 꼴찌가 데스매치 상대를 지목한다.
- 지니어스 플레이어 4명의 승점이 모두 같을 경우 가넷이 가장 많은 플레이어가 생명의 징표를 받는다.

### 데스매치
모노레일
1. 두 플레이어는 양쪽 끝으로 철로가 열려있는 2개의 기차역 타일을 두고 게임을 시작한다.
2. 플레이어들은 16개의 철로 타일을 번갈아가며 놓아 기차역에서 출발해 다시 기차역으로 돌아오는 하나의 철로를 완성시켜야 한다.
3. 16개의 철로 타일은 양면으로 되어있으며 앞면은 직선, 뒷면은 ‘ㄱ’자 모양으로 되어있다.
4. 선 플레이어부터 번갈아가며 타일을 놓게 되며 자신의 차례에 1개에서 3개까지 놓을 수 있으며 타일을 놓는 시간에 제한은 없다.
5. 타일의 앞, 뒷면은 원하는 면으로 선택하여 놓을 수 있으나 반드시 기존에 놓여있는 타일의 상, 하, 좌, 우 중 한 면에 맞닿아 놓아야 한다.
6. 하지만 반드시 철로가 연결되게 놓을 필요는 없다.
7. 또한, 타일을 2개 이상 놓을 경우 타일을 나란히 일렬로 놓아야 한다.
8. 철로를 완성하는데 16개의 타일을 모두 사용할 필요는 없으나 이미 놓인 철로는 모두 연결된 상태여야 한다.
9. 같은 방식으로 번갈아가며 타일을 놓아 기차역에서 기차역으로 이어지는 철로를 완성하는 마지막 타일을 놓는 플레이어가 승리한다.
10. 모노레일에는 승리방법이 한가지 더 존재한다. 게임 도중 자신의 턴 시작에 남아있는 타일을 가지고 하나로 연결된 철로를 완성시킬 수 없다고 판단되면 '불가능'을 선언할 수 있다.
11. 만약 한 플레이어가 ‘불가능’을 선언했을 경우 상대방은 남은 타일을 이용해 철로를 완성시켜야 한다.
12. 남은 타일을 가지고 하나로 연결된 철로를 완성시켰을 경우 완성시킨 플레이어가 승리하게 되며 실패할 경우 ‘불가능’을 선언한 플레이어가 승리하게 된다.

## 11화

### 메인매치
의심 윷놀이
- [의심 윷놀이]는 ’게스트’와 ’지니어스 플레이어’가 나뉘어 서로 다른 방식으로 게임을 진행한다.

게스트
1. 4명의 ‘게스트’는 각각 말 6개씩을 가지고 윷놀이를 진행한다.
2. 기본 룰은 일반 윷놀이와 같지만 의심 윷놀이는 윷가락 대신 10면체 주사위를 사용한다.
3. 10개의 면에는 도, 개, 걸이 2면씩, 윷, 모가 1면씩, 나머지 2면에는 꽝이 새겨져 있다.
4. 도, 개, 걸, 윷, 모의 경우 기존 윷놀이 룰과 같이 이동하며 꽝이 나올 경우 게임 판에 있는 해당 플레이어의 말 1개가 제거된다.
5. 이 때 주사위 결과는 주사위를 굴린 게스트 본인만 확인할 수 있다. 즉, 거짓으로 주사위 결과를 말한 뒤 이동이 가능하다.
6. 한 게스트의 말 2개가 결승점을 통과하면 해당 게스트의 우승으로 게임이 종료 된다.

- 윷이나 모가 나왔을 경우 추가 이동 기회를 모아두지 않고 즉시 이동해야 한다.
- 윷이나 모로 다른 게스트의 말을 잡았을 때 주사위를 추가로 던지는 기회는 1번만 주어진다.
- 스타트 지점을 통과해야 결승점에 들어온 것으로 인정된다.
- 의심을 당해 말이 제거 될 때는 주사위 결과에 대해 이동시켰던 해당 말이 제거된다.
- 업고 가던 말이 의심을 당해 제거될 땐 2개의 말 중 1개만 제거된다.
- 다른 게스트의 말에 잡힌 말은 제거되지 않고 본인에게 돌아간다.
- 게임 판 위에 2개의 말이 있는데 꽝이라고 선언했다면 제거할 말은 본인이 선택한다.
- 게임 판 위에 말이 없는데 꽝이라고 선언했다면 출발하지 않은 말 중 1개가 제거된다.

지니어스 플레이어
1. ‘지니어스 플레이어’ 3명은 게스트들이 윷놀이를 진행하는 동안 다음 3가지 방법으로 가넷을 획득할 수 있다.
2. 첫째, 의심. 게스트들이 주사위 결과를 말한 뒤 말을 이동시킬 때마다 지니어스 플레이어들은 이에 대해 의심을 선언할 수 있다.
3. 게임 시작 시, 가넷 테이블에는 4개의 가넷이 놓여있으며 의심에 성공할 경우 테이블 위에 놓인 가넷 1개를 획득한다. 만약 가넷 테이블에 가넷이 없다면 의심에 성공해도 가넷을 획득할 수 없다.
4. 이 때 의심당한 게스트의 말 1개가 게임판에서 제거되어 다시 사용할 수 없게 된다.
5. 하지만 지니어스 플레이어가 의심에 실패할 경우, 자신의 가넷 1개를 가넷 테이블에 제출해야 한다.
6. 의심은 한 차례에 1명만 할 수 있으며 먼저 의심을 선언한 플레이어에게 기회가 주어진다.
7. 둘째, 먼저 들어올 말 베팅. 지니어스 플레이어들은 게임 시작 전 어떤 게스트의 말이 가장 먼저 들어올 것인지 예측하여 해당 게스트에게 비공개로 최소 1개에서 최대 5개까지 가넷을 베팅해야 한다.
8. 첫 번째 말이 들어오면 해당 게스트에게 베팅한 플레이어들은 자신이 베팅한 가넷의 2배를 획득하게 되며 베팅에 실패한 플레이어들의 가넷은 회수된다.
9. 첫 번째 말이 들어오면 다시 다음으로 어떤 게스트의 말이 들어올지 예측하여 비공개로 베팅한다. 같은 방식으로 윷놀이가 종료될 때까지 베팅을 진행하여 가넷을 획득한다.
10. 셋째, 최종 우승자 베팅. 윷놀이를 시작하기 전 지니어스 플레이어들은 게스트 4명의 이름이 적힌 카드 중 1개를 무작위로 뽑는다. (남은 1명의 게스트는 공개되지 않는다.)
11. 자신이 뽑은 게스트가 누구인지는 공개되지 않으며 플레이어들은 자신이 뽑은 게스트에게 최소 1개에서 최대 10개까지 비공개로 가넷을 베팅해야 한다
12. 자신이 뽑은 게스트가 최종 우승자가 됐을 경우 자신이 베팅한 가넷의 3배를 획득하게 되며 실패할 경우 베팅한 가넷은 회수된다

- 먼저 들어올 말 베팅 시 가넷이 1개도 남아 있지 않다면 베팅을 할 수 없다.
- 먼저 들어올 말 베팅은 게스트 4명 중 1명에게만 가능하며 게임 도중 추가 베팅은 불가능 하다.
- 최종 우승자 베팅은 게임 시작 전에만 가능하며 게임 도중 추가 베팅은 불가능 하다.
- 가넷이 없는 플레이어는 의심을 선언할 수 없다.

게임 결과
- 지니어스 플레이어 : 원래 자신이 가지고 있던 가넷을 포함하여 가장 많은 가넷을 보유하고 있는 플레이어가 최종 우승자가 되며 나머지 2명은 자동으로 데스매치에 진출한다. (가넷의 개수가 같을 경우 게임 시작 시 가넷이 더 적었던 플레이어가 우승자가 된다.)
- 게스트 : 게스트 우승자에게는 가넷 테이블에 남아있는 가넷 1개당 1백만 원씩 최대 1천만 원까지 상금이 지급되며 가넷이 10개 이상이라면 나머지 가넷은 결승전 특별보상으로 주어진다.

### 데스매치
베팅! 흑과 백
1. 두 플레이어는 서로의 타일을 볼 수 없도록 가운데 가림막이 놓여있는 상태에서 게임을 시작한다.
2. 게임 시작 전 플레이어들은 각각 숫자 타일 10개와 칩 30개를 지급받는다.
3. 10개의 숫자 타일은 짝수인 0,2,4,6,8가 흑색, 홀수인 1,3,5,7,9가 백색으로 되어 있다.
4. 게임이 시작되면 두 플레이어는 숫자 타일 10개의 대결 순서를 미리 결정하여 뒷면이 보이도록 놓고 자신의 칩 30개를 숫자 타일 10개에 나누어 베팅해 놓는다.
5. 숫자 타일 1개당 최소 칩 1개 이상 베팅해야하며 지급 받은 칩 30개를 모두 베팅해야 한다. 승부가 시작되면 이미 베팅한 칩을 임의로 바꿀 수 없으며 게임 도중 추가 베팅은 불가능 하다.
6. 숫자 타일 순서와 베팅이 끝나면 두 플레이어 사이의 가림막을 제거하고 첫 번째 타일부터 차례로 승부를 시작한다.
7. 해당 순서의 타일에 베팅한 칩수가 다를 경우 칩을 적게 베팅한 플레이어는 다음 2가지 중 하나를 선택할 수 있다.
8. 첫째, 상대방이 베팅한 칩과 같아지도록 칩을 맞춘다. 만약 칩을 적게 베팅한 플레이어가 보유하고 있는 칩이 없다면 자신의 다른 타일에 베팅되어 있는 칩들을 빼서 사용할 수 있다. 단, 타일마다 최소한 칩 1개 이상은 남아 있어야 한다.
9. 게임 도중 획득한 칩 역시 상대방의 베팅 칩수를 맞추는 데 사용할 수 있다.
10. 칩수를 동일하게 맞췄다면 두 플레이어의 숫자 타일을 공개, 더 높은 숫자의 플레이어가 승리하여 베팅된 칩을 가져간다. (비겼다면 각자 자신이 베팅했던 칩을 가져간다)
11. 둘째, 포기. 상대 플레이어의 칩과 맞추지 않고 포기할 경우 해당 순서의 숫자타일은 공개되지 않으며 베팅된 칩은 상대방이 획득한다.
12. 만약 두 플레이어가 해당 순서에 타일에 같은 개수의 칩을 베팅했다면 바로 타일을 오픈한다.
13. 같은 방식으로 타일 10개에 대한 승부가 모두 끝나면 게임이 종료되며 게임 종료 시 칩을 더 많이 보유하고 있는 플레이어가 승리한다.

## 12화
전체 룰
1. 결승전은 총 3개의 게임이 준비되어 있으며 한 플레이어가 두 게임을 먼저 승리하면 최종 우승자가 된다.
2. 결승전에는 게임을 유리하게 풀어나갈 수 있는 11개의 아이템이 준비되어 있다.
3. 게임 시작 전 11명의 탈락자 게스트들은 11개의 아이템 중 1개를 뽑아 자신이 응원하는 플레이어에게 주었으며 각각의 아이템은 사용되는 게임 시작 전에 공개된다.
4. 결승전은 '베팅! 가위바위보', '십이장기' 그리고 '새로운 게임' 총 3개의 게임이 준비되어 있으며 2번째 게임으로 '새로운 게임'이, 1회전 게임은 가넷 수가 많은 플레이어가 선택한다.

전체 아이템
1. [아이템 복사하기] - 게임이 진행되는 동안 언제든지 사용할 수 있으며 자신이 가진 아이템 중 하나를 복사해 2번으로 사용할 수 있다.
2. [상대 아이템 무효화] - 게임이 진행되는 동안 언제든지 사용할 수 있으며 상대방이 가지고 있는 아이템 하나를 무효화할 수 있다.

- '아이템 복사' 아이템으로 '아이템 복사' 아이템을 복사할 수는 없다.
- '아이템 복사' 아이템으로 복사한 아이템은 바로 사용하지 않고 나중에 사용해도 된다. 단, 이미 사용한 아이템은 복사할 수 없다.

### 1회전
십이장기
1. [십이장기]는 가로 4칸, 세로 3칸. 총 12칸으로 이루어진 게임 판에서 진행되며 자신의 바로 앞쪽 3칸이 자신의 진영이 된다.
2. 결승 진출자 2명에게는 4가지 종류의 말이 1개씩 주어지며 각 말은 지정된 위치에 놓인 상태로 시작된다.
3. 각 말들은 말에 표시된 방향으로만 이동할 수 있으며 각각의 역할은 다음과 같다.
4. ① [장(將)] 자신의 진영 오른쪽에 놓이는 말로 앞, 뒤와 좌, 우로 이동이 가능하다.
5. ② [상(相)] 자신의 진영 왼쪽에 놓이며 대각선 4방향으로 이동할 수 있다.
6. ③ [왕(王)] 자신의 진영 중앙에 위치하며 앞, 뒤, 좌, 우, 대각선 방향까지 모든 방향으로 이동이 가능하다.
7. ④ [자(子)] 왕의 앞에 놓이며 오로지 앞으로만 이동할 수 있다. 또한, [자(子)]는 상대 진영에 들어가면 뒤집어서 [후(侯)]로 사용된다. [후(侯)]는 대각선 뒤쪽 방향을 제외한 전 방향으로 이동할 수 있다.
8. 게임이 시작되면 선 플레이어부터 자신의 말 1개를 1칸 이동시킬 수 있다. 말을 이동시켜 상대방의 말을 잡은 경우, 해당 말을 포로로 잡게 되며 포로로 잡은 말은 다음 턴부터 자신의 말로 사용할 수 있다.
9. 게임 판에 포로로 잡은 말을 내려놓는 행동도 턴을 소모하는 것이며 이미 말이 놓인 곳이나 상대의 진영에는 말을 내려놓을 수 없다.
10. 또한 상대방의 [후(侯)]를 잡아 자신의 말로 사용할 경우에는 [자(子)]로 뒤집어서 사용해야 한다.
11. 게임은 한 플레이어가 상대방의 왕을 잡으면 해당 플레이어의 승리로 게임이 종료된다.
12. 하지만 한 플레이어의 왕이 상대방의 진영에 들어가 자신의 턴이 다시 돌아올 때까지 한 턴을 버틸 경우, 해당 플레이어의 승리로 종료된다.
13. 또한, 결승전 [십이장기]는 한 턴을 90초로 제한하며 90초 안에 말을 놓아야 한다. 만약 90초 안에 아무 말도 놓지 못한다면 해당 플레이어가 패배한다.

십이장기 아이템
1. [멀리건] (수량 2개) - 상대방이 말을 내려놓기 전까지 사용 가능하며 바로 전 턴에 자신이 했던 플레이를 다시 할 수 있다. 멀리건을 사용할 경우, 사용한 순간부터 다시 90초가 카운팅 된다.
2. [90초] - 자신의 턴 시간제한 90초에 90초를 더 늘려준다.

- 모든 말의 방향 회전은 불가능하다.
- 잡은 말은 바로 다음 턴에 내려놓지 않고 자신이 원할 때 사용가능하며 사용하지 않아도 무관하다.

### 2회전
같은 숫자 찾기
1. 16개의 알파벳이 쓰인 게임 판의 뒷면엔 1~12까지의 숫자와 연산기호 +,-,×,÷가 표시되어 있다.
2. 게임 시작전 5초 동안 게임 판의 뒷면이 단 한 번 공개된다.
3. 게임이 시작되면 딜러는 매 라운드 '타깃 넘버'를 무작위로 하나씩 뽑는다. '타깃 넘버'는 게임 판의 숫자와 기호로 나올 수 있는 모든 경우의 자연수이다.
4. 타깃 넘버가 공개되면 먼저 버저를 누른 플레이어에게 5초 동안의 수식 완성 기회가 주어지며 플레이어는 게임판 뒷면의 숫자와 연산 기호를 기억해 타깃 넘버가 산출되는 수식을 완성해야한다. 5초가 지나거나 수식이 틀렸을 경우 기회는 상대방에게 넘어간다.
5. 수식은 숫자 2개와 기호 1개로 이루어져 있어야하며 하나의 수식에 같은 숫자를 중복해서 사용할 수 없다.
6. 답을 말할 때는 수식의 순서인 숫자, 연산 기호, 숫자에 맞춰 차례로 게임 판의 알파벳을 호명해야 한다.
7. 해당 라운드의 타깃 넘버와 일치하는 수식이 나오기 전까지 두 플레이어는 한 번씩 번갈아가며 기회를 얻게 되며 먼저 수식을 완성한 플레이어가 승점 1점을 획득한다.
8. 같은 방식으로 라운드를 진행하여 한 플레이어가 먼저 승점 10점을 획득하면 해당 플레이어의 승리로 게임이 종료된다.

같은 숫자 찾기 아이템
1. [우선권] - 라운드 시작 시에 사용할 수 있으며 버저를 누르는 순서에 관계없이 먼저 알파벳을 호명할 기회를 가질 수 있다.
2. [더블 찬스] - 버저를 누른 뒤 사용할 수 있으며 숫자 3개와 기호 2개로 이루어진 수식을 만들 수 있다. 더블 찬스에 성공했을 경우 기본 승점의 2배인 승점 2점을 획득한다.
3. [엿보기] - 버저를 누른 뒤 사용할 수 있으며 원하는 알파벳 1개의 뒷면을 확인한 후 수식을 완성할 수 있다. (뒷면은 두 플레이어 모두에게 공개된다.)

- 공개되는 타깃 넘버는 중복되지 않는다.
- 수식 공개는 버저를 누른 플레이어가 알파벳 3개를 다 호명한 후, 호명한 순서대로 차례로 오픈된다.
- 호명한 알파벳 3개가 순서대로 다 뒤집히기 전에 수식이 틀렸어도 알파벳 3개의 뒷면은 전부 공개된다.
- 상대방의 오답으로 기회가 넘어왔다면 5초 카운팅은 하지 않는다. 즉, 버저를 누르지 않아도 된다. 이 경우, 아이템을 사용하더라도 5초 카운팅은 하지 않는다.
- 5초 안에 알파벳 3개를 호명하지 못했다면 알파벳의 뒷면은 공개되지 않는다.
- 버저를 누른 후 '더블찬스', '엿보기' 아이템 사용 시 더블찬스 아이템 확인 직후, 엿보기를 마친 직후부터 5초 카운팅이 시작된다.

### 3회전
베팅! 가위바위보
1. 결승전 [베팅! 가위바위보]는 14라운드로 진행되며 그 중 2라운드, 8라운드, 13라운드는 가상의 플레이어와 대결한다.
2. 가상 플레이어의 가위바위보 표식은 2라운드는 가위, 8라운드는 바위, 13라운드는 보로 미리 정해져있다.
3. 탈락자 게스트 11명은 제비뽑기를 통해 남은 라운드 중 순서를 정한다.
4. 라운드 순서가 정해지면 탈락자 게스트 11명은 각자 가위바위보 표식을 결정하여 딜러에게 전달한다.
5. 탈락자 게스트는 결승 진출자를 만날 수 없으며 자신이 결정한 표식은 게임 시작 전 자신의 아이템을 주었던 플레이어에게 자동으로 전달된다. 즉, 결승 진출자 모두에게 표식을 알려주지 못한다.
6. 표식이 모두 전달되면 플레이어들은 칩 1개씩을 지급받고 동전 던지기를 통해 선 플레이어를 결정, 2라운드부터는 번갈아가며 선 플레이어가 된다.
7. 게임이 시작되면 선 플레이어부터 가위바위보 승부 또는 승부에 대한 베팅을 선택한다.
8. 선 플레이어가 먼저 승부 또는 베팅 중 하나를 선택하면 후 플레이어는 선 플레이어가 선택하지 않은 것으로 결정된다.
9. 가위바위보 승부를 선택했다면 해당 라운드의 탈락자 게스트 혹은 가상 플레이어가 제출한 표식에 대해 자신의 가위바위보 표식 중 하나를 선택하여 뒷면이 보이도록 제시한다.
10. 가위바위보 승부에서 승리하면 해당 라운드에 걸린 칩을 획득한다. 1,2,3라운드는 칩 1개, 4,5,6라운드는 칩 2개, 7,8,9라운드는 칩 3개, 10,11,12라운드는 칩 4개, 13,14라운드는 칩 5개를 획득하게 된다.
11. 승부에 대한 베팅을 선택했다면 승부를 택한 상대 플레이어의 승부 결과가 오픈되기 전 승부 결과를 예측하여 베팅한다.
12. 베팅은 승부하는 상대 플레이어의 승리와 패배 중 하나를 선택하여 칩 1개 이상을 베팅해야 하며 만약 칩이 없을 경우 베팅하지 않아도 된다.
13. 승부 결과를 맞혔을 경우 자신이 베팅한 칩의 2배를 획득하게 되며 틀렸을 경우, 베팅 칩은 주최 측에 회수된다. 만약 무승부일 경우 베팅한 칩 그대로 돌려받게 된다.
14. 같은 방식으로 14라운드 종료 결과 더 많은 칩을 가진 플레이어가 승리하게 된다.

1. [드로우 베팅] - 무승부에 베팅할 수 있다. 무승부 베팅에 성공할 경우 베팅한 칩의 2배를 획득한다.
2. [플레이어 표식 미리 뒤집기] - 라운드 시작 시, 해당 라운드의 대결 상대인 게스트의 표식을 미리 뒤집어 볼 수 있다. 단, 뒤집힌 표식은 플레이어 모두에게 공개된다.
3. [칩 1개추가] - 게임 시작 시, 추가로 칩 1개를 받는다.

- 상대방이 승부를 선택해 베팅을 하게 되었을 때 보유한 칩이 없다면 베팅할 수 없다.
- 14라운드 종료 시, 칩 수가 같다면 연장전으로 2개의 라운드를 추가 진행하며 대결 상대는 가상의 플레이어가 된다. 가상의 플레이어가 제시할 가위바위보 표식은 결승 진출자 모두에게 공개된다.
- 연장전의 선 플레이어는 본 게임 1라운드 선 플레이어가 되며 번갈아가며 선 플레이어가 된다.
- 승, 패에 분할 베팅이 가능하며 ‘드로우 베팅’ 아이템 사용 시에도 분할 베팅이 가능하다.
- '드로우 베팅' 아이템을 사용하겠다고 선언하고 사용하지 않아도 무관하다.